# Carsonus aridus
Carsonus aridus är en insektsart som beskrevs av Ball 1909. Carsonus aridus ingår i släktet Carsonus och familjen dvärgstritar.

## Underarter
Arten delas in i följande underarter:
- C. a. incertus
- C. a. furcatus